# Sønderlyng Herred
Sønderlyng Herred hed i Kong Valdemars Jordebog Lyungæhæreth syndræ og hørte i middelalderen til Ommersyssel; Senere kom det under Dronningborg Len og fra 1660 Dronningborg Amt; I 1794 kom herredet under det da oprettede Viborg Amt. Sønderlyng Herred grænser mod nordvest til Nørlyng Herred, hvorfra det grænsen for en stor del dannes af Tjele Å og Tjele Langsø, mod syd til 
Middelsom Herred, hvorfra det skilles ved Nørreå, og mod nordøst og øst til Randers Amt 
(Galten Herred , Støvring Herred og Nørhald Herred).
I herredet ligger følgende sogne:
- Hammershøj Sogn – (Tjele Kommune)
- Hornbæk Sogn – (Randers Kommune)
- Kvorning Sogn – (Tjele Kommune)
- Læsten Sogn – (Purhus Kommune)
- Nørbæk Sogn – (Purhus Kommune)
- Nørre Vinge Sogn – (Tjele Kommune)
- Sønderbæk Sogn – (Purhus Kommune)
- Tjele Sogn – (Tjele Kommune)
- Tånum Sogn – (Randers Kommune)
- Vejrum Sogn – (Tjele Kommune)
- Viskum Sogn – (Tjele Kommune)
- Vorning Sogn – (Tjele Kommune)
- Ålum Sogn – (Purhus Kommune)
- Ørum Sogn – (Tjele Kommune)
- Øster Bjerregrav Sogn – (Purhus Kommune)

## Eksterne kilder og henvisninger
- Sønderlyng Herred i J.P. Trap: Kongeriget Danmark, udarbejdet af H. Weitemeyer (3. udgave, 4. bind 1901)

56°31′34.21″N 9°40′49.18″Ø / 56.5261694°N 9.6803278°Ø